# Sławamir Adamowicz
Sławamir Hienrychawicz Adamowicz (biał. Славамір Генрыхавіч Адамовіч, ros. Славомир Генрихович Адамович, Sławomir Gienrichowicz Adamowicz; ur. 8 marca 1962 na stacji Unieżma) – białoruski poeta, publicysta, tłumacz literatury norweskiej; w latach 90. XX wieku radykalnie prawicowy, nacjonalistyczny działacz polityczny; w 1996 roku aresztowany m.in. za napisanie wiersza pt. Ubiej priezidienta (pol. Zabij prezydenta); pierwszy w historii niepodległej Białorusi literat skazany za swój utwór.

## Życiorys

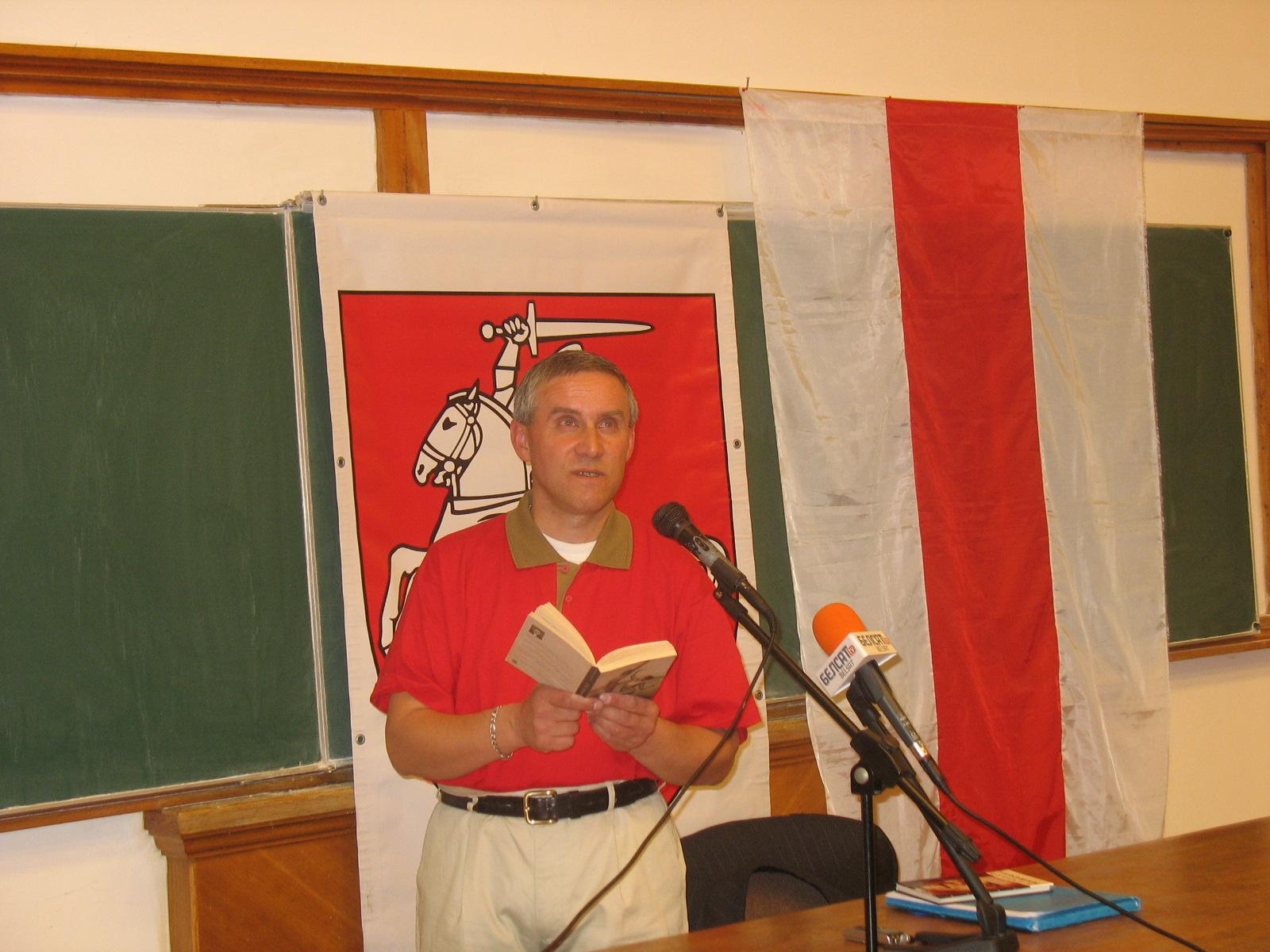
Sławamir Adamowicz podczas spotkania na uniwersytecie Collegium Civitas w Warszawie, 17 października 2008 roku

Urodził się 8 marca 1962 roku na stacji kolejowej Unieżma, w rejonie oneskim obwodu archangielskiego Rosyjskiej FSRR, ZSRR. Jest Białorusinem, synem Józefy Czantaryckiej i Hienrycha Adamowicza. Jego rodzice przeprowadzili się do tego regionu ZSRR w celach zarobkowych. Jego babką ze strony matki była Tereza (Taresa) Czantarycka z domu Adamowicz, dziadem – Pawieł Czantarycki. Babką ze strony ojca była Hryzielda (Hrasilda) Adamowicz w domu Rouda, dziadem – Stanisłau Adamowicz.
W 1977 roku ukończył 8. klasę szkoły w Budsławiu, w 1979 roku – Świrską Specjalną Szkołę Zawodowo-Techniczną nr 17. Pracował w Kazachskiej SRR, a następnie, w latach 1979–1980, jako ślusarz w sowchozie „Budsławskij” w rejonie miadzielskim Białoruskiej SRR. W latach 1980–1982 odbywał służbę wojskową w szeregach Armii Radzieckiej. W 1983 roku był monterem torowym mołodeczańskiego odcinka drogowego Białoruskich Kolei. W latach 1983–1986 pracował jako wiertacz w Fabryce Budowy Maszyn im. Kirowa w Mińsku. W latach 1991–1995 był korespondentem i kierownikiem działu „Nastaunickiej Haziety” (pol. Gazety Nauczycielskiej). Od 1986 roku studiował na Wydziale Filologii Białoruskiego Uniwersytetu Państwowego; studia ukończył w 1992 roku. W latach 1995–1996 bezrobotny. Pod koniec lat 90. pracował jako korespondent gazety „Nasza Niwa”.
Od 1993 roku wchodził w skład partii Białoruski Front Ludowy. W 1994 założył radykalnie prawicową, nacjonalistyczną białoruską grupę „Prawy Rewansz” (pol. Rewanż Prawicowy). W kwietniu 1996 roku został aresztowany w związku ze wszczęciem sprawy kryminalnej nr 182. Formalnym powodem zatrzymania był napisany przez niego w listopadzie 1995 roku rosyjskojęzyczny wiersz pt. Ubiej priezidienta (pol. Zabij prezydenta), opublikowany w witebskiej gazecie „Wybar” (pol. Wybór). W areszcie 8 dni prowadził protest głodowy. Skazano go za wzywanie do bezprawnej zmiany władzy, bezprawne przekroczenie granicy państwowej oraz bezprawne noszenie broni białej. Stał się tym samym pierwszym w historii niepodległej Białorusi literatem skazanym za swój utwór. W więzieniu spędził dziesięć miesięcy. Dzięki poparciu społecznemu i wstawiennictwu grupy rosyjskich pisarzy (Dmitrija Lichaczowa, Andrieja Wozniesienskiego, Belli Achmaduliny, Andrieja Bitowa, Bułata Okudżawy, Fazila Iskandera, Anatolija Pristawkina i innych) 7 lutego 1997 roku został uwolniony pod rygorem zakazu opuszczania kraju. Po wyjściu z więzienia, podczas jednej z manifestacji w sierpniu 1997 roku wyraził sprzeciw wobec władz Białorusi publicznie zaszywając sobie usta. Od 1999 roku jest członkiem Związku Pisarzy Białoruskich.
W 2000 roku Sławamir Adamowicz pracował na budowach w Nowym Jorku. Powrócił na Białoruś i w 2001 roku kupił jednopokojowe mieszkanie w Mińsku. Jak twierdzi, podejmował wysiłki na rzecz zjednoczenia białoruskich organizacji, określanych przez niego mianem patriotycznych: „Rewanżu Prawicowego”, „Białego Legionu”, „Kraju” i „Żubra”. Starania te nie przyniosły jednak rezultatu. We wrześniu 2002 roku (według innego źródła – w 2003 roku) wyjechał w poszukiwaniu zatrudnienia do Norwegii, gdzie otrzymał prawo pobytu i zezwolenie na pracę (według innego źródła otrzymał tam „azyl humanitarny”). Osiedlił się w mieście Bodø. Przetłumaczył na język białoruski listy do żony norweskiego pisarza Knuta Hamsuna, stając się jednym z pierwszych białoruskich tłumaczy tego pisarza. W lutym 2005 roku poeta padł ofiarą napadu, podczas którego został pobity we własnym mieszkaniu. Policja nie zdołała wykryć sprawców, jednak zgodnie z norweskim prawem Adamowicz otrzymał od państwa odszkodowanie. Mieszkając w Norwegii, poeta wielokrotnie odwiedzał Białoruś, m.in. w 2010 roku.
Na początku 2014 roku Sławamir Adamowicz utworzył w Marinej Horce prywatną galerię sztuki „U Sławamira”, która stanowić ma jeden z elementów jego „Białoruskiego Domu” – miejsca spotkań i kontaktów białoruskich twórców. W tym samym roku był dwukrotnie zatrzymywany przez milicję w Mińsku. Jego zdaniem przyczyną były wstążki – niebiesko-żółta i biało-czerwono-biała – które nosił na znak solidarności sił demokratycznych Białorusi z walką Ukrainy przeciwko rosyjskiej agresji.

## Twórczość
Pierwszymi dwoma książkami poetyckimi Adamowicza były: Kalwaryjskija klony wydana na początku lat 90. w ramach serii Biblioteka Czasopisma „Maładosć” oraz Pławilszczyki rasy, wydana w końcu lat 90. w ramach serii Biblioteka Czasopisma „Nasza Niwa”. Były one poświęcone tematom miłości, wojny, ojczyzny; napisane zostały stylem realistycznym, miały żywy, ekspresyjny i wyrazisty charakter. Trzeci zbiór wierszy, wydany w 2011 roku Rym, cechuje się oryginalnym stylem z odniesieniami do filozofii.

### Lista utworów
- Kalwaryjskija klony. Mińsk: 1990. (biał.). Brak numerów stron w książce
- Ziamla Chanaan. Połock: 1993. (biał.). Brak numerów stron w książce
- Zwarotnyja prawakacyi. Połock: 1994. (biał.). Brak numerów stron w książce
- Kachańnie pad akupacyjaj. Mińsk: 1996. (biał.). Brak numerów stron w książce – zbiór wierszy wydany przez przyjaciół Adamowicza, w czasie gdy ten przebywał w więzieniu[12]
- Śpiral Bruna. Mińsk: 1997 lub 1998. (biał.). Brak numerów stron w książce
- Pławilszczyki rasy. Wilno: 1999. (biał.). Brak numerów stron w książce
- Turemny dzionnik. Mińsk: 2001. (biał.). Brak numerów stron w książce
- Cana Europy, albo Historyi Wilmana. 2011. (biał.). Brak numerów stron w książce – opublikowany na łamach czasopisma „Dziejasłou”[13]
- Rym. Wybranyja wierszy 2002–2010. Mińsk: 2011. (biał.). Brak numerów stron w książce

Wybrane utwory Sławamira Adamowicza zostały przetłumaczone przez Jana Maksymiuka na język polski i wydane w Polsce w 1998 roku w zbiorze pt. „Za niebokresem Europy. Antologia nowej poezji białoruskiej 1987–1997”.

## Poglądy
Sławamir Adamowicz wyznaje poglądy radykalnie prawicowe, nacjonalistyczne i opozycyjne wobec władzy Alaksandra Łukaszenki. Władzę tę określa mianem antybiałoruskiego reżimu i zwyczajnej szajki przestępczej. Wśród polityków opozycyjnych szczególnie ceni Uładzimira Niaklajeua, także poetę. Adamowicz uważa Federację Rosyjską za poważne zagrożenie dla Białorusi i potencjalnego agresora. Jego zdaniem białoruskie społeczeństwo powinno oddolnie utworzyć i szkolić ochotnicze oddziały paramilitarne, które przyjmą na siebie zadanie obrony kraju przed rosyjską napaścią. Jednoznacznie popiera Ukrainę w konflikcie ukraińsko-rosyjskim, wyrażając przekonanie, że od jego wyniku zależy także los Białorusi. Występuje za wytyczeniem w terenie granicy białorusko-rosyjskiej w formie pasa zaoranej ziemi.
Sławamir Adamowicz uważa siebie za jednego z najwybitniejszych białoruskich literatów swojego pokolenia, stawiając się na równi jedynie z Uładzimirem Niaklajeuem i Leanidem Drańko-Majsiukiem. Podkreśla, że nie utrzymuje kontaktów z literackimi rówieśnikami z powodu swojej wyjątkowej niezależności, jak i rzadkich pobytów w kraju. Uważa to za postawę korzystną, ponieważ jego zdaniem nawet przyjacielskie relacje z innymi pisarzami mogą przeszkadzać procesowi twórczemu, zachowaniu swojej pozycji ideowej i ideologicznej. Zdaniem Adamowicza należy rozdzielać politykę i sztukę, a w tej ostatniej dziedzinie być dumnym także z niebiałoruskich utworów. Poeta zwrócił uwagę, że on sam, podobnie jak Uładzimir Niaklajeu, stał się szerzej znany społeczeństwu raczej ze względu na działalność polityczną niż artystyczną. Jest to według niego zjawisko naturalne, a talent zawsze znajdzie coś, przeciwko czemu może się sprzeciwiać i z czym walczyć.
Komentując zamachy w Norwegii dokonane przez Andersa Breivika stwierdził, że były one naturalnym następstwem wewnętrznych problemów tego państwa – zbyt dużego napływu emigrantów, ich problemów z integracją, pogonią rdzennych Norwegów za wysokim poziomem życia i co za tym idzie, niskim przyrostem naturalnym. Adamowicz potępił zamachy, ale wyraził przekonanie, że Breivik nie jest człowiekiem szalonym, lecz racjonalnym obywatelem, który tym czynem chciał rozpowszechnić swoje idee oraz uświadomić wspomniane problemy norweskiemu społeczeństwu. Adamowicz podkreślił, że ma podobne poglądy jak Breivik, ale walczy słowem.

## Oceny
Wasil Jakawienka opisuje Sławamira Adamowicza jako utalentowanego, wykształconego człowieka, który miał swoje słabości i wady. Jego zdaniem poeta wszedł do świadomości Białorusinów (…) jako nierozważny desperat, nawet dziwak, od jakich się, niestety, odzwyczaili i jakich uważają za „nienormalnych”, podczas gdy powinni być z nich dumni. Jakawienka opisuje Adamowicza jako człowieka o wrażliwej naturze, lirycznego, skazanego na dramatyczny fatalizm, prostego, szczerego i ufnego, jednak w krytycznym momencie zdolnego do wybuchu. Z tego wynika jego wojowniczość, śmiałość, godność i wierność zasadom. Zdaniem Jakawienki poeta wyraźniej niż inni potrafi dostrzegać, co zagraża społeczeństwu i, chcąc je chronić, „rzuca się w płomienie”. Jego bezkompromisowy patriotyzm sprawił, że wszedł w konflikt z władzą, przez co czekały go represje i los wyrzutka. Jakawienka dostrzega w tym podobieństwo do losów artysty Alesia Puszkina i dawnego uczonego Mikałaja Praszkowicza. Krytyk Leanid Hałubowicz uważa, że na twórczość Sławamira Adamowicza szczególny wpływ ma fakt, że praktycznie nie utrzymuje on kontaktów ze swoimi literackimi rówieśnikami.

## Nagrody i odznaczenia
Sławamir Adamowicz otrzymał w 1996 roku nagrodę „Hliniany Wiales” za zbiorek wierszy „Kachańnie pad akupacyjaj” (pol. Miłość pod okupacją). Jej wręczenie odbyło się w dziedzibie Białoruskiego Frontu Ludowego w Mińsku.

## Życie prywatne
Sławamir Adamowicz jest katolikiem. Około 1999 roku na Białorusi urodziła się jego nieślubna córka, o której istnieniu dowiedział się 11 lat później. Matka Sławamira Adamowicza mieszka we wsi Olchówka na Białorusi. W 2014 roku również ona wydała swój zbiór wierszy.